# Bifluoruro de sodio
El bifluoruro de sodio es un compuesto inorgánico de fórmula Na[HF2]. Es una sal de catión sodio (Na+) y anión bifluoruro ([HF2]-). Es un sólido blanco soluble en agua que se descompone al calentarse. El bifluoruro de sodio no es inflamable, es higroscópico y tiene un olor acre. El bifluoruro de sodio tiene diversas aplicaciones en la industria.

## Reacciones
El bifluoruro de sodio se disocia en ácido fluorhídrico y fluoruro de sodio:
   Na[HF2] ⇌ HF + NaF
La inversa de esta reacción se emplea para eliminar el HF del flúor elemental (F2) producido por electrólisis.Este equilibrio se manifiesta cuando se disuelve la sal y cuando se calienta el sólido. Característico de otros bifluoruros, reacciona con ácidos para dar HF. Ilustrativa es su reacción con bisulfato para formar sulfato sódico y fluoruro de hidrógeno.
Las bases fuertes desprotonan el bifluoruro. Por ejemplo, el hidróxido de calcio da fluoruro de calcio.

## Producción
El bifluoruro sódico se produce neutralizando el fluoruro de hidrógeno residual, resultante de la producción de fertilizantes superfosfatados. Las bases típicas son el carbonato sódico y el hidróxido sódico. El proceso se produce en dos pasos, ilustrados con el hidróxido:
   HF + NaOH → NaF + H2O
   HF + NaF → Na[HF2]
El bifluoruro de sodio reacciona con el agua o la piel húmeda para producir ácido fluorhídrico. También desprende ácido fluorhídrico e hidrógeno gaseoso cuando se calienta. Este producto químico puede descomponerse en contacto con ácidos fuertes, bases fuertes, metales, agua o vidrio. El bifluoruro de sodio también reacciona violentamente con el cloruro de cromilo, el ácido nítrico, el fósforo rojo, el peróxido de sodio, el sulfóxido de dietilo y el Dietilzinc.

## Aplicaciones
La principal función del bifluoruro sódico es la de precursor del fluoruro sódico, del que se producen millones de toneladas al año.

### Agentes de limpieza y detergentes
El compuesto también tiene aplicaciones en la limpieza, aprovechando la afinidad del fluoruro por los óxidos de hierro y silicio. Por ejemplo, las fórmulas de bifluoruro sódico se utilizan para limpiar ladrillos, piedra, cerámica y mampostería. También se utiliza para grabar vidrio. Otra aplicación del bifluoruro sódico es la industria química. Otras aplicaciones de este compuesto son la galvanización de bañeras y el control de plagas.Las aplicaciones biológicas del bifluoruro sódico incluyen la conservación de muestras zoológicas y anatómicas.
Otras aplicaciones del bifluoruro sódico son como agriante de ropa.

## Otros usos
El bifluoruro de sodio interviene en el proceso de recubrimiento de latas metálicas.
El bifluoruro de sodio también contribuye a la precipitación de iones de calcio durante el proceso de niquelado. El compuesto también contribuye a aumentar la resistencia a la corrosión de algunas aleaciones de magnesio.

## Precauciones
El bifluoruro sódico es corrosivo e irritante en contacto con la piel y puede causar ampollas e inflamación. Su ingestión es extremadamente peligrosa. Si el compuesto entra en contacto con los ojos, puede provocar ceguera y daños en la córnea. La ingestión de polvo de bifluoruro de sodio puede provocar ardor, tos y estornudos, como resultado de la irritación de los tractos gastrointestinal y respiratorio. La exposición del compuesto a los ojos puede causar enrojecimiento, picor y lagrimeo. En casos graves, la exposición al bifluoruro de sodio puede provocar la muerte.Los efectos de la intoxicación por bifluoruro de sodio pueden tardar entre 0 y 24 horas en notarse.
La exposición repetida o prolongada al bifluoruro de sodio puede provocar fluorosis. No se tiene constancia de que el bifluoruro de sodio sea cancerígeno.

### Papel biológico y medioambiental
El bifluoruro de sodio no se bioacumula. Normalmente sólo permanece en el medio ambiente durante varios días.